# 貝茲佩奇納 (白采爾克瓦區)
49°47′50″N 29°44′32″E / 49.79722°N 29.74222°E

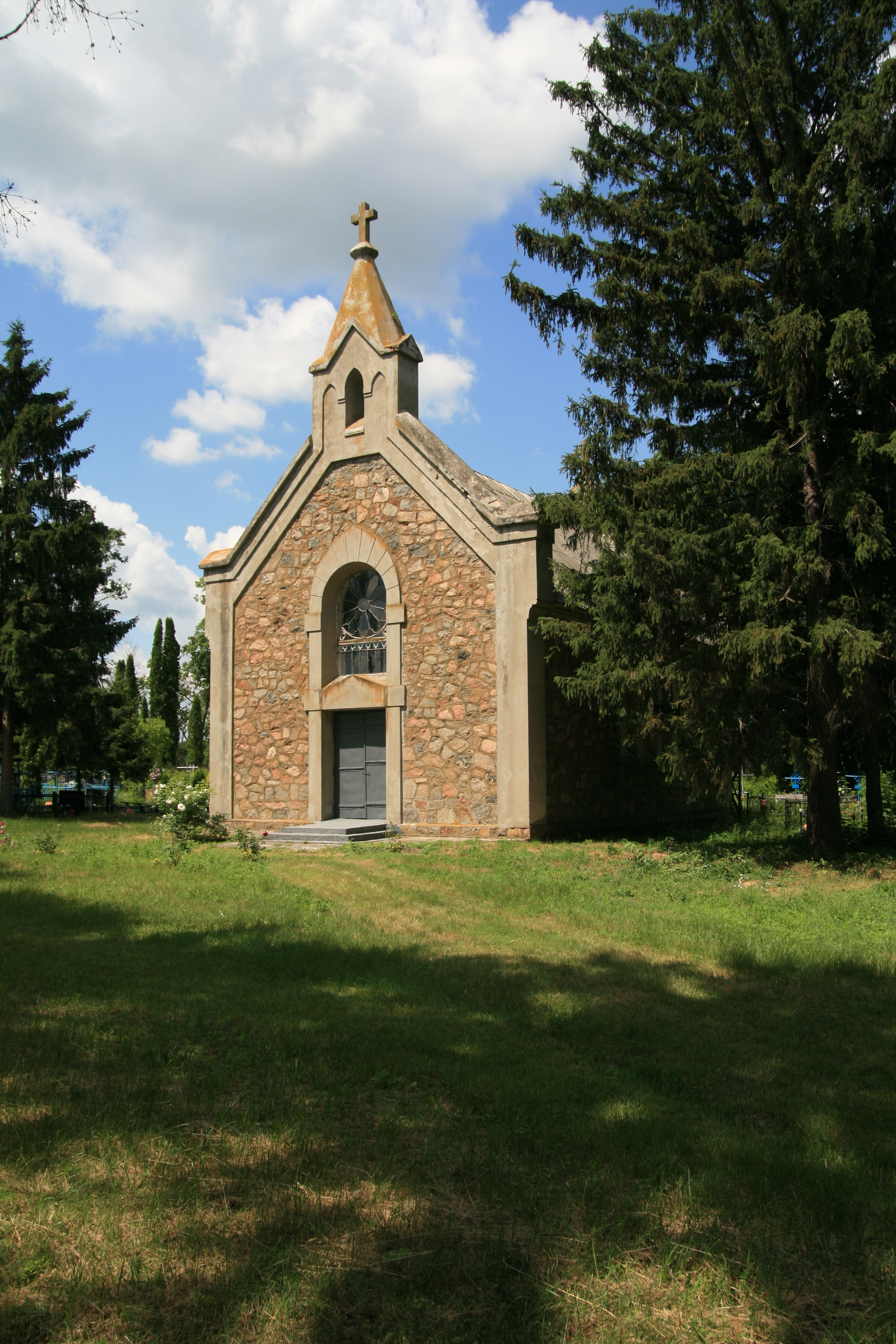
教堂

貝茲佩奇納（烏克蘭語：Безпечна）是位於烏克蘭北部的村莊，由基辅州白采爾克瓦區的斯克維拉市鎮負責管轄。該村面積2.8平方公里，海拔高度206米，2001年人口386，人口密度每平方公里137.9人。